# 포춘 스트리트
《포춘 스트리트》는 스퀘어 에닉스와 가도카와가 소유한 파티 게임 시리즈이다. 본래 일본 발매명은 《이타다키 스트리트》이다. 《드래곤 퀘스트》의 기획자 호리이 유지가 주관해 제작된 게임으로, 1991년 패밀리 컴퓨터로 출시된 《이타다키 스트리트: 제 가게에 들러봐요》로 시작됐다.
시리즈 초기부터 일본에서만 발매하다가 2011년 Wii로 출시된 《이타다키 스트리트 Wii》를 시작으로 일본 외 지역에서 《포춘 스트리트》라는 제목으로 출시하기 시작했다.

## 게임 목록
| 제목                                                                                   | 출시일           | 개발사                     | 배급사               | 플랫폼                                |
| -------------------------------------------------------------------------------------- | ---------------- | -------------------------- | -------------------- | ------------------------------------- |
| 이타다키 스트리트: 제 가게에 들러봐요                                                  | 1991년 3월 21일  | 게임 스튜디오 로그인소프트 | ASCII                | 패밀리 컴퓨터                         |
| 이타다키 스트리트 2: 네온 사인은 장미빛으로                                            | 1994년 2월 26일  | 톰캣 시스템                | 에닉스               | 슈퍼 패미컴                           |
| 이타다키 스트리트: 고저스 킹                                                           | 1998년 9월 23일  | 톰캣 시스템                | 에닉스               | 플레이스테이션                        |
| 이타다키 스트리트 3: 억만장자로 만들어줄게! ~가정교사 포함~                            | 2002년 2월 28일  | 탐소프트 크레아텍          | 에닉스               | 플레이스테이션 2                      |
| 드래곤 퀘스트 & 파이널 판타지 인 이타다키 스트리트 스페셜                              | 2004년 12월 22일 | 파온 DP                    | 스퀘어 에닉스        | 플레이스테이션 2                      |
| 드래곤 퀘스트 & 파이널 판타지 인 이타다키 스트리트 포터블                              | 2006년 5월 25일  | 씽크 가라지                | 스퀘어 에닉스        | 플레이스테이션 포터블                 |
| 이타다키 스트리트 DS                                                                   | 2007년 6월 21일  | 토세 씽크 가라지           | 스퀘어 에닉스        | 닌텐도 DS                             |
| 이타다키 스트리트 모바일                                                               | 2007년 10월 1일  | 스퀘어 에닉스              | 스퀘어 에닉스        | 휴대 전화                             |
| 드래곤 퀘스트 & 파이널 판타지 인 이타다키 스트리트 모바일                              | 2010년 7월 1일   | 스퀘어 에닉스              | 스퀘어 에닉스        | 휴대 전화                             |
| 이타다키 스트리트 Wii 포춘 스트리트 (북미) 붐 스트리트 (유럽)                          | 2011년 12월 1일  | 마벨러스                   | 스퀘어 에닉스 닌텐도 | Wii                                   |
| 이타다키 스트리트 for Smartphone 포춘 스트리트 스마트 (북미) 붐 스트리트 스마트 (유럽) | 2012년 1월 23일  | 스퀘어 에닉스              | 스퀘어 에닉스        | 안드로이드, iOS                       |
| 포춘 스트리트 드래곤 퀘스트 & 파이널 판타지 30th 애니버서리                            | 2017년 10월 19일 | 토세                       | 스퀘어 에닉스        | 플레이스테이션 4, 플레이스테이션 비타 |

## 참조

### 내용주
1. ↑  영어: Fortune Street
2. ↑  일본어: いただきストリート